# Pierre-Buffière
Pierre-Buffière (tiếng Occitan: Péira Bufíera) là một xã của tỉnh Haute-Vienne, thuộc vùng Nouvelle-Aquitaine, miền trung nước Pháp.